# Urdaneta (Aragua)
Pour les articles homonymes, voir Urdaneta.
Urdaneta est l'une des dix-huit municipalités de l'État d'Aragua au Venezuela. Son chef-lieu est Barbacoas. En 2011, la population s'élève à 21 271 habitants.

## Géographie

### Subdivisions
La municipalité est divisée en quatre paroisses civiles avec, chacune à sa tête, une capitale :
- Las Peñitas (Las Peñitas) ;
- San Francisco de Cara (San Francisco de Cara) ;
- Taguay (Taguay) ;
- Urdaneta (Barbacoas).